# Operação Moisés
A Operação Moisés (em hebraico מִבְצָע מֹשֶׁה, Mivtzá Moshé) refere-se à evacuação secreta de judeus etíopes (conhecido como os "Beta Israel" ou "falashas") que fugiram para o Sudão durante uma crise de fome em 1984. A operação, em homenagem ao Moisés da Bíblia, foi um esforço cooperativo entre as Forças de Defesa de Israel, a Agência Central de Inteligência (CIA), a embaixada dos Estados Unidos em Cartum, mercenários e forças de segurança do estado sudanês.
A operação começou em 21 de novembro de 1984, envolvendo o transporte aéreo de 8000 judeus etíopes do Sudão diretamente para Israel, e terminou em 5 de janeiro de 1985. Milhares de Beta Israel haviam fugido a pé da Etiópia para campos de refugiados no Sudão. Estima-se que 4000 pessoas morreram durante a caminhada. O Sudão secretamente permitiu a Israel evacuar os refugiados. A Operação Moisés parou na sexta-feira 5 de janeiro de 1985, depois que o então primeiro-ministro Shimon Peres realizou uma conferência de imprensa confirmando o transporte aéreo. Sudão encerrou o transporte aéreo logo após o discurso de Peres. Uma vez que a história veio à tona na mídia, os países árabes pressionaram o Sudão para interromper o transporte aéreo. Em consequência, o Presidente Yaffar al Numeiry do Sudão suspendeu a operação, temeroso da reação hostil dos estados árabes. Estima-se que mil judeus etíopes foram deixados para trás. Muitos foram evacuados posteriormente na Operação Josué. Havia mais de 1000 órfãos etíopes em Israel, crianças separadas de suas famílias ainda na África, e assim permaneceram até que cinco anos mais tarde a Operação Salomão trouxe mais 14 mil judeus para Israel em 1991.